# Totolapa (Veracruz)
Totolapa es una localidad del estado mexicano de Veracruz. Es parte del municipio de Tihuatlán.

## Toponimia
El nombre «Totolapa» proviene de los términos en náhuatl totola, guajolote; pa, río. Su significado es «río de guajolotes».

## Demografía
| Gráfica de evolución demográfica |
|                                  |

| Censo | Población |
| ----- | --------- |
| 1940  | 149       |
| 1950  | 617       |
| 1960  | 1 596     |
| 1970  | 2 958     |
| 1980  | 4 939     |
| 1990  | —         |
| 2000  | 6 339     |
| 2005  | 6 793     |
| 2010  | 8 060     |
| 2020  | 7 938     |